# Lactiplantibacillus plantarum
Lactiplantibacillus plantarum (früher Lactobacillus plantarum) ist eine Bakterienspezies, die kurze stäbchenförmige Zellen ausbildet. L. plantarum bildet Milchsäure, kann aber keine Proteine verwerten. Bei der Fermentation bildet L. plantarum kein Gas. Die Morphologie hängt stark von den Wachstumsbedingungen ab. die Salztoleranz beträgt 5,5 %. L. plantarum ist mikroaerophil und wächst zwischen 10 und 40 °C (optimal zwischen 30 und 35 °C). Bei 65 bis 75 °C für 15 Minuten wird L. plantarum abgetötet. Es lässt sich aus Milch, Käse, Butter, Kefir, Fäkalien, vergärten Kartoffeln, Rüben, Mais, Mangold, Brotteig, Sauerkraut, Tomaten, Blumenkohl und eingelegten Gurken isolieren. Es kommt in der Natur verbreitet vor und findet sich insbesondere auf fermentierten Produkten. Außerdem zählt dieses Bakterium zu den Spezies, welche B-Vitamine bilden. Innerhalb der Milchsäurebakterien hat es das größte Genom, was die Anpassung an zahlreiche ökologische Nischen erklärt.

## Anwendung
L. plantarum bildet Bacteriocine aus, was es zur Haltbarmachung von Lebensmitteln und im Einsatz als Probiotikum attraktiv macht. Es ist zudem ein beliebter Hilfsstoff bei der Fermentation von Silage, wobei ein Tierfutter entsteht, dessen Proteine weitergehend intakt bleiben. Veränderte Stämme können zur Herstellung von Biokraftstoff aus Lignocellulose eingesetzt werden.